# Hospital Insular Nuestra Señora de los Reyes
El Hospital Insular Nuestra Señora de los Reyes es un centro hospitalario ubicado en la villa de Valverde, capital de la isla de El Hierro. (Canarias, España). Gestionado por el Servicio Canario de la Salud, es el hospital general de la isla.
Se encuentra situado en la zona de Santiago, en la salida norte de Valverde hacia El Mocanal y Frontera por la Carretera HI-5. Con una superficie de 5408 m2, el hospital tiene una capacidad de 27 camas hospitalarias, y cuenta con servicios médicos de Alergia, Cardiología, Dermatología, Endocrinología y Nutrición, Hematología, Medicina Interna, Pediatría, Psiquiatría, Rehabilitación, servicios de Cirugía General, Cirugía Laparoscópica, Ginecología, Obstetricia, Oftalmología, Otorrinolaringología, Traumatología y Urología. Dispone además de los servicios centrales de Anestesia, Hemoterapia, Farmacia Hospitalaria, Microbiología, Neurofisiología y Radiodiagnóstico, así como las unidades y servicios especiales de Diálisis y Urgencias. Atiende a la población del Área de Salud de El Hierro, conformada por los 3 municipios de la isla. Su Hospital de Referencia es el Hospital Universitario Nuestra Señora de La Candelaria en Santa Cruz de Tenerife.
El recinto hospitalario acoge también al Centro de Salud de Valverde.
El recinto actual fue inaugurado el 14 de abril de 2003, suponiendo una mejora en la accesibilidad de la población herreña a la Asistencia Especializada, reduciendo los desplazamientos de pacientes y acompañantes a Tenerife. El nombre del hospital es en honor a la Virgen de los Reyes, patrona de El Hierro. Sustituyó al Hospital de Los Reyes original, situado también en Valverde, en la Calle La Constitución, y reconvertido actualmente en edificio de oficinas administrativas del Cabildo de El Hierro.

## Servicios y especialidades
| - 27 camas instaladas, de las que 22 son funcionantes. - 2 quirófanos. - 1 paritorio y 1 sala de dilatación. - 13 locales de Consultas Externas. - Urgencias, con 5 boxes y 6 puestos más completamente habilitados por si fuera necesario su uso. | - Radiología, equipado con una sala telecomandada, un TAC, un mamógrafo y dos ecógrafos. - Unidad de Diálisis. - Unidad de Hematología. - Servicio de Farmacia Hospitalaria. - Helisuperficie. |

## Área de influencia
Se proporciona cobertura sanitaria a los habitantes de los municipios de:
- El Pinar de El Hierro
- Frontera
- Valverde